# Ráztočno
Ráztočno (bis 1927 slowakisch „Rástočno“; ungarisch Rásztony – bis 1907 Rásztocsnó) ist eine Gemeinde im Westen der Slowakei, mit 1238 Einwohnern (Stand 31. Dezember 2024) und liegt im Okres Prievidza, der zum Trenčiansky kraj gehört.

## Geographie

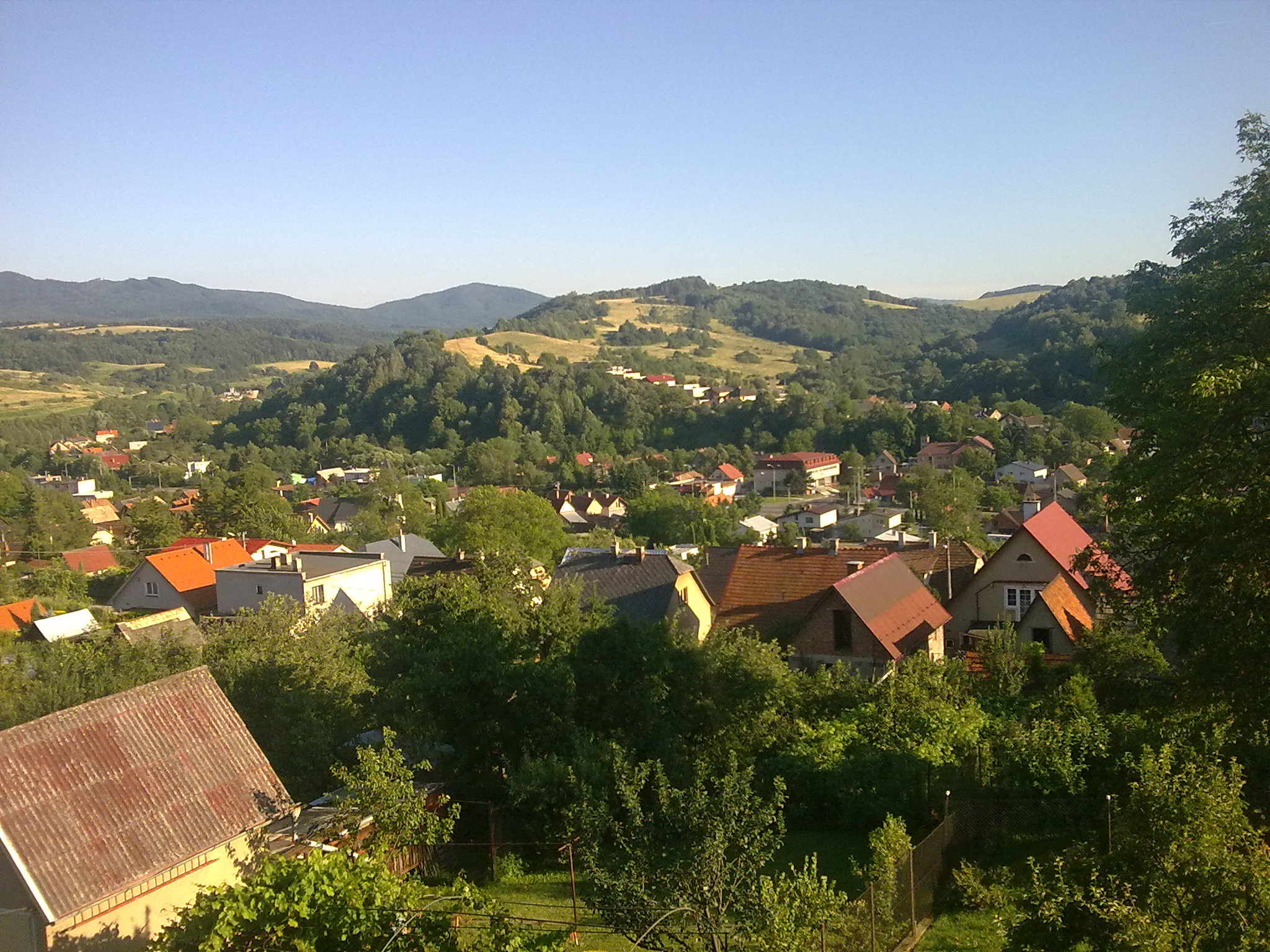
Blick auf den Ort

Die Gemeinde liegt in einem Zweig des Talkessels Hornonitrianska kotlina unter dem Gebirge Žiar am Fluss Handlovka, fünf Kilometer von Handlová sowie 11 Kilometer von Prievidza entfernt.
Zum Gemeindegebiet gehört der Erholungs- und Skiort Remata, vier Kilometer südöstlich des Hauptortes.

## Geschichte
Der Ort wurde zum ersten Mal 1430 als Rozkochna schriftlich erwähnt und gehörte zum Herrschaftsgut der Burg Weinitz, die Kirche existierte aber bereits im 13. Jahrhundert. Im Mittelalter war Ráztočno Standort einer Mautstelle auf einem Handelsweg. Im 16. Jahrhundert war es die größte Ortschaft des Handlovka-Tals. Zu den bedeutendsten Wirtschaftszweigen gehörte die Landwirtschaft und Forstwirtschaft (2 Wassermühlen) sowie einige Handwerke. 1614 fiel ein Großteil des Dorfes einem Brand zum Opfer.
Nach dem Zweiten Weltkrieg wandelte sich der Charakter des Ortes, mit neuem Kulturhaus, Einkaufszentrum, Bücherei, Postamt und einem Trauerhaus.

## Bevölkerung
| Jahr                | 1994 | 2004    | 2014    | 2024    |
| ------------------- | ---- | ------- | ------- | ------- |
| Anzahl der Personen | 1173 | 1237    | 1216    | 1238    |
| Unterschied         |      | +5,45 % | −1,69 % | +1,80 % |

| Jahr                | 2023 | 2024    |
| ------------------- | ---- | ------- |
| Anzahl der Personen | 1247 | 1238    |
| Unterschied         |      | −0,72 % |